# Bremen (förbundsland)
Bremen, officiellt Freie Hansestadt Bremen (Fria hansestaden Bremen), är ett förbundsland i norra Tyskland. Förbundslandet består av två städer, Bremen och Bremerhaven, separerade från varandra och omgivna av det större förbundslandet Niedersachsen. Förbundslandet Bremen hade 680 130 invånare vid slutet av året 2020 och är både till befolkningen och ytan, 404 kvadratkilometer, det minsta av Tysklands 16 förbundsländer.

## Politik
Bremens borgerskap är den lagstiftande parlamentariska församlingen i förbundslandet, med 84 ledamöter varav 69 från Bremen och 15 från Bremerhaven. De två städerna utgör separata stadskommuner inom förbundslandet. De 69 ledamöterna av Bremens borgerskap från Bremen utgör även stadens stadsfullmäktige på kommunal nivå, medan Bremerhaven har ett separat valt stadsfullmäktige. 
Förbundslandsregeringen, senaten, leds av Bremens borgmästare som är senatspresident, det vill säga regeringschef och motsvarar en ministerpresident i andra förbundsländer. Sedan 2019 leds förbundslandets regering av Andreas Bovenschulte (SPD).
Bremen har med endast två kommuner inga sekundärkommuner (Kreise) inom förbundslandet. Bremen har tre röster i Tysklands förbundsråd, som avges av den regerande koalitionen i Bremens senat.
SPD har traditionellt varit starkaste parti i Bremens politik och alla senatspresidenter sedan ockupationen efter andra världskriget har varit socialdemokrater.

## Historia
För stadens och områdets historia, se Bremen.
Fria Hansestaden Bremen konstituerades i sin nuvarande form som tyskt förbundsland efter andra världskriget. Staden Bremen tillhörde den amerikanska ockupationszonen, medan Wesermünde i nuvarande Bremerhaven tillhörde brittiska ockupationszonen från 1945 fram till 1947 och därefter den amerikanska zonen. Bremen fick sin nuvarande författning 1947 och blev ett av Tysklands förbundsländer när Västtyskland bildades 1949.

## Bremens flagga
Bremens flagga kallas ibland skämtsamt för Speckflagge eftersom den liknar bacon.